# Бирго
Бирго (фр. Burgaud) насеље је и општина у јужној Француској у региону Миди Пирене, у департману Горња Гарона која припада префектури Тулуз.
По подацима из 2011. године у општини је живело 805 становника, а густина насељености је износила 33,29 становника/km². Општина се простире на површини од 24,18 km². Налази се на средњој надморској висини од 158 метара (максималној 253 m, а минималној 143 m).

## Демографија
| 1962. | 1968. | 1975. | 1982. | 1990. | 1999. | 2011. |
| ----- | ----- | ----- | ----- | ----- | ----- | ----- |
| 329   | 419   | 397   | 419   | 429   | 484   | 805   |

График промене броја становника у току последњих година